# Boban Jović
Boban Jović (ur. 25 czerwca 1991 w Celje) – słoweński piłkarz grający na pozycji prawego obrońcy w Śląsku Wrocław.
W latach 2009–2014 występował w słoweńskiej Olimpiji Lublana. W 2015 roku został piłkarzem Wisły Kraków.

## Kariera

### Kariera klubowa
Jest wychowankiem klubu ze swojego rodzinnego miasta, NK Šampion. Jego pierwszym klubem w seniorskiej karierze było NK Aluminij Kidričevo. W barwach pierwszej drużyny występował w sezonie 2008/2009. 1 sierpnia 2009 odszedł do stołecznej Olimpiji Lublana. W rozgrywkach Prvej ligi zadebiutował 3 października 2009 w wygranym 3:0 meczu przeciwko Rudarowi Velenje. Ostatecznie sezon ligowy 2009/2010 zakończył z bilansem 16 meczów, w których nie zdobył żadnego gola.
W rozgrywkach europejskich zadebiutował w lipcu 2010 roku w przegranym dwumeczu z bośniackim NK Široki Brijeg w I rundzie kwalifikacyjnej Ligi Europy. Mecze te zakończyły się aferą, ponieważ piłkarze Olimpiji (w tym Jović) zostali oskarżeni o ich ustawienie. Ostatecznie winy nikomu nie udowodniono. Pierwszego gola w rozgrywkach międzynarodowych zdobył 4 sierpnia 2011 w przegranym przez Olimpiję 2:3 spotkaniu przeciwko Austrii Wiedeń w 3. rundzie kwalifikacyjnej Ligi Europy.
Na początku 2015 roku ogłosił, że po zakończeniu sezonu 2014/2015 odejdzie na zasadzie wolnego transferu do Wisły Kraków. Ostatecznie kluby osiągnęły porozumienie, więc mógł zostać piłkarzem krakowskiego klubu już w lutym na zasadzie transferu definitywnego. 23 lutego 2015 podpisał krótkoterminowy kontrakt obowiązujący do końca sezonu 2014/2015. Po jego zakończeniu zaczął obowiązywać trzyletni kontrakt podpisany wcześniej.
W rozgrywkach Ekstraklasy zadebiutował 28 lutego 2015 w przegranym 1:3 meczu przeciwko GKS Bełchatów. Pierwszego gola w Ekstraklasie zdobył 4 marca 2016 w spotkaniu przeciwko Piastowi Gliwice (1:1).
13 stycznia 2017 roku podpisał dwuipółletni kontrakt z występującym w Süper Lig Bursasporem. 8 sierpnia 2017 został wypożyczony na rok z opcją pierwokupu do Śląska Wrocław.

### Statystyki klubowe
| Sezon     | Klub               | Liga        | Mecze | Gole |
| --------- | ------------------ | ----------- | ----- | ---- |
| 2008/2009 | Aluminij Kidričevo | Druga liga  | 10    | 1    |
| 2009/2010 | Olimpija Lublana   | Prva liga   | 16    | 0    |
| 2010/2011 | Olimpija Lublana   | Prva liga   | 30    | 4    |
| 2011/2012 | Olimpija Lublana   | Prva liga   | 30    | 0    |
| 2012/2013 | Olimpija Lublana   | Prva liga   | 27    | 4    |
| 2013/2014 | Olimpija Lublana   | Prva liga   | 29    | 2    |
| 2014/2015 | Olimpija Lublana   | Prva liga   | 18    | 0    |
| 2014/2015 | Wisła Kraków       | Ekstraklasa | 16    | 0    |
| 2015/2016 | Wisła Kraków       | Ekstraklasa | 32    | 1    |
| 2016/2017 | Bursaspor          | Süper Lig   | 6     | 0    |
| 2017/2018 | Śląsk Wrocław      | Ekstraklasa |       |      |

- źródło:

### Kariera reprezentacyjna
Pierwsze powołanie do seniorskiej kadry otrzymał w maju 2016 roku na mecze towarzyskie ze Szwecją i Turcją. W seniorskiej reprezentacji Słowenii Jović zadebiutował 30 maja 2016 roku, zmieniając w 85 minucie Nejca Skubica w zremisowanym 0:0 spotkaniu ze Szwecją.

### Statystyki reprezentacyjne
| 1. | 30 maja 2016 | Malmö, Szwecja | Szwecja | 0:0 |  | Mecz towarzyski |

## Życie prywatne
Jest żonaty i ma syna. Urodził się dokładnie w dniu ogłoszenia niepodległości przez Słowenię. Imię Boban nosi na cześć Zvonimira Bobana, chorwackiego piłkarza. Mówi w języku polskim.